# Святой, Пётр Андреевич
Пётр Андреевич Святой (1920―1974) ― советский шашист (русские и международные шашки). Мастер спорта СССР (1955).

## Биография
Серебряный призёр первого чемпионата СССР по международным шашкам 1954, призёр XVII чемпионата СССР по русским шашкам 1955.
Одиннадцатикратный чемпион Ленинграда, обладатель Кубка страны 1971 года.
Один из составителей сборника «Русские и стоклеточные шашки».
Жена — мастер спорта Лидия Петровна Гусарова (девичья фамилия Демидова), Гусарова — по фамилии своего последнего мужа; дочери — Людмила и Ирина.